# طنجة البرتغالية
طنجة البرتغالية، هي مصطلح يطلق على مدينة طنجة (المغرب حاليا) خلال فترة الحكم البرتغالي فترة من عام 1471 إلى عام 1661.

## التاريخ
- كان احتلال سبتة بيد البرتغاليين سنة 1415 أول توسع لهم ما وراء البحار وكان ذلك بهدف إنهاء دورها كقاعدة للجهاد البحري، بعد ذلك توجهت أنظارهم إلى طنجة التي صارت هدفا رئيسيا لأطماع البرتغاليين. حاولت البرتغال احتلال طنجة منذ سنة 1437 لكنها لم تنجح إلا في 28 أغسطس 1471 بعد مغادرة سكان المدينة لها، خوفا من أن يواجهوا نفس مصير أصيلا التي سقطت بأيد البرتغال قبيل ذلك.
- أمر الملك أفونسو الخامس بهدم ثلاثة أرباع المدينة وحصر الأسوار في الجزء المتبقي.
- وكما هو الحال في سبتة، فقد حولوا مسجدها الرئيسي إلى كاتدرائية، وقام البرتغاليون ببناء منازل على الطراز الأوروبي ومصليات وأديرة فرنسيسكانية ودومينيكانية.[3]

## حصار طنجة
في عام 1501، جمع سلطان فاس جيشًا قوامه 12000 رجل لمهاجمة طنجة، وبعد حصار خلف أسوار المدينة. وبعد القتال عند البوابة، انسحب السلطان بجيشه بعد أيام لمهاجمة أصيلة بدلاً من ذلك.